# Бели Поток при Франколовем
Бели Поток при Франколовем (словен. Beli Potok pri Frankolovem) је насељено место у општини Војник, Савињска регија, Словенија.

## Историја
До територијалне реорганизације у Словенији био је у саставу старе општине Цеље.

## Становништво
У попису становништва из 2011. године, Бели Поток при Франколовем је имао 46 становника.
| Број становника према пописима | Број становника према пописима | Број становника према пописима |
| ------------------------------ | ------------------------------ | ------------------------------ |
| 1991                           | 2002                           | 2011                           |
| 44                             | 45                             | 46                             |

Напомена: До 1953. исказивано под именом Бели Поток.